# Arion ater
Arion ater é uma espécie de lesma terrestre.
É um molusco hermafrodita, nativo da Europa, mas invasor em países como a Austrália, o Canadá e os Estados Unidos.

Nos ecossistemas, actua como decompositor, decompondo matéria orgânica, e muito frequentemente, como omnivoro, predando outros organismos, e consumindo matéria vegetal (incluindo culturas agrícolas).